# Acroceras
Acroceras és un gènere de plantes de la família de les poàcies, ordre de les poals, subclasse de les commelínides, classe de les liliòpsides, divisió dels magnoliofitins.

## Taxonomia
- Acroceras amplectens Stapf
- Acroceras attenuatum Renvoize
- Acroceras basicladum Stapf
- Acroceras boivinii (Mez) A.Camus
- Acroceras bosseri A.Camus
- Acroceras calcicola A.Camus
- Acroceras chaseae Zuloaga et Morrone
- Acroceras crassiapiculatum (Merr.) Alston
- Acroceras diffusum L.C.Chia
- Acroceras elegans A.Camus
- Acroceras excavatum (Henrard) Zuloaga et Morrone
- Acroceras fluminense (Hack.) Zuloaga et Morrone
- Acroceras gabunense (Hack.) Clayton
- Acroceras hubbardii (A.Camus)Clayton
- Acroceras ivohibense A.Camus
- Acroceras lateriticum A.Camus
- Acroceras macrum Stapf
- Acroceras mandrarense A.Camus
  - Acroceras mandrarense ssp eromoense A.Camus
  - Acroceras mandrarense ssp mananarense A.Camus
- Acroceras manongarivense A.Camus
- Acroceras munroanum (Balansa) Henrard
- Acroceras oryzoides Stapf
- Acroceras parvulum A.Camus
- Acroceras paucispicatum (Morong) Henrard
- Acroceras pilgerianum Schweick.
- Acroceras ridleyi (Hack. ex Ridl.) Stapf
- Acroceras sambiranense A.Camus
- Acroceras seyrigii A.Camus
- Acroceras sparsum Stapf
- Acroceras tenuicaule A.Camus
- Acroceras tonkinense (Balansa)Henrard
- Acroceras zizanioides (Kunth) Dandy